# Lösvagina

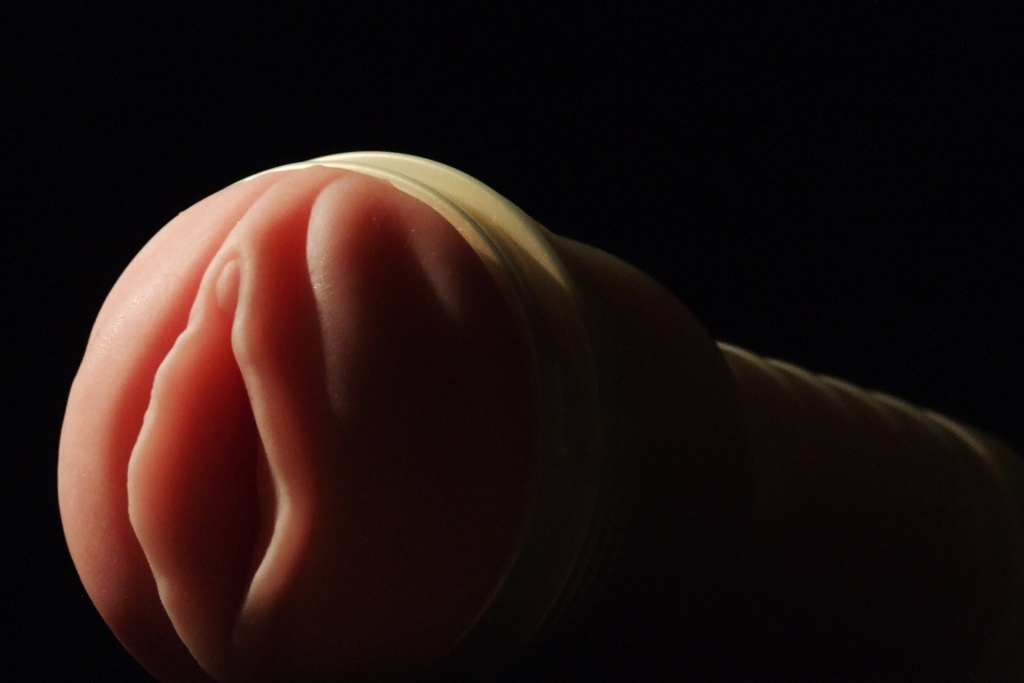
Lösvagina

Lösvagina är ett sexuellt redskap utformad för att likna en vagina. Den vanligaste utformningen är ett fodral med mjuk eller hård utsida som träs över penis, med syftet att förhöja njutningskänslan vid onani. 
Den finns i en mängd olika utföranden. Det är allt från batteridrivna med massage- eller vibratorfunktion till enklare modeller som endast är gjutna i någon form av mjuk plast eller silikon.

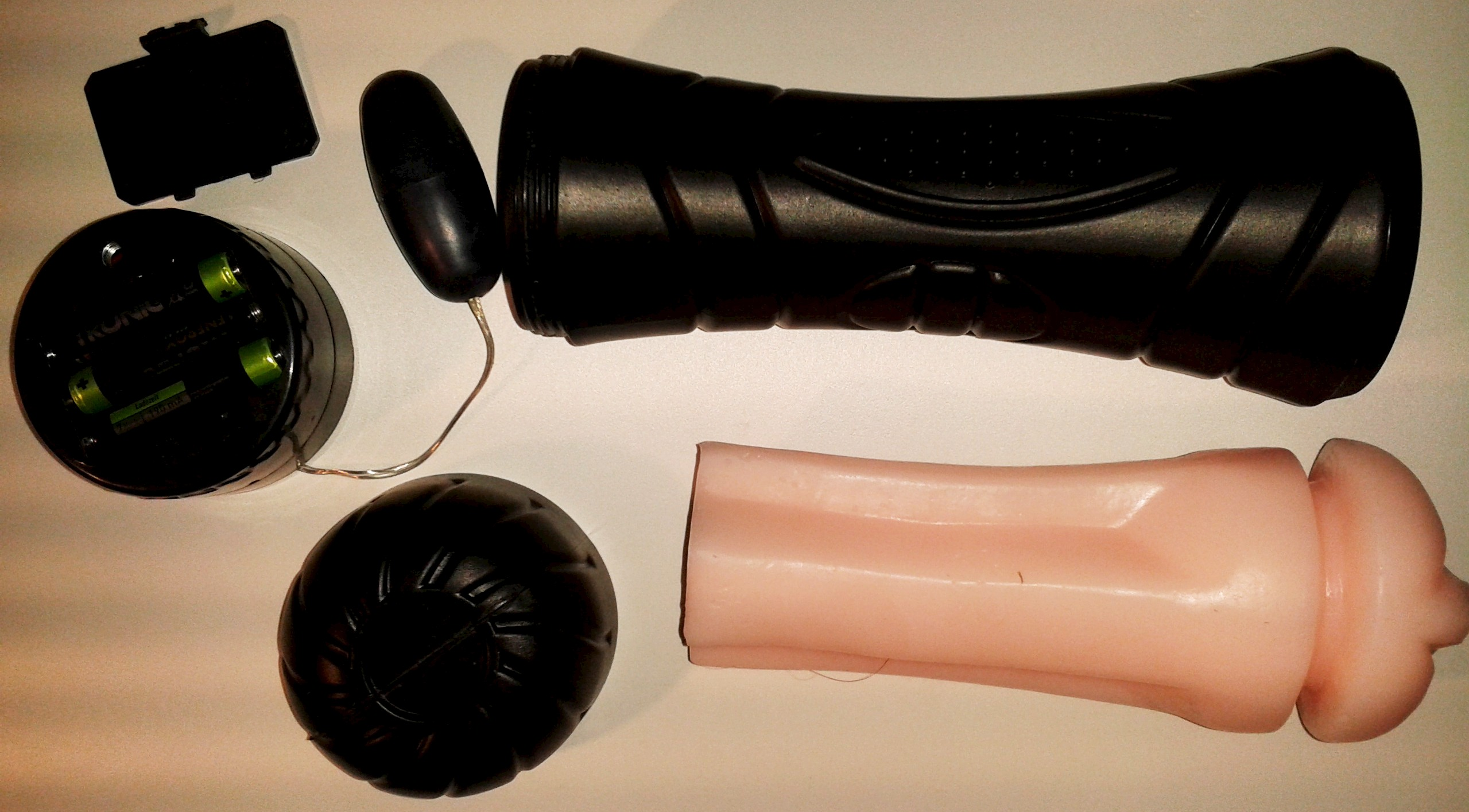
En variant med vibration som drivs med hjälp av batterier. Isärplockad där samtliga delar syns.

Samma koncept används också för att forma munnar och analöppningar. 